# Біофільтр

Схема одноступінчатої роботи біофільтра з рециркуляцією.

Біофі́льтр (грец. βιος — життя і лат. filtrum — повсть) — споруда для біологічного (з застосуванням мікроорганізмів) очищення побутових і промислових стічних вод шляхом мінералізації органічних речовин бактеріями-аеробами.

## Загальна характеристика
Біофільтр являє собою басейн з дренажем на днищі, завантажений матеріалом-фільтратом (шлак, галька та ін., 20 — 50 мм завбільшки). Висота завантаження біофільтра близько 2 м. В біофільтрі відстояна стічна рідина, проходячи через фільтрувальний матеріал, очищається створюваною на ньому біологічною плівкою, аналогічною активному мулу аеротенків. В біофільтрі плівка обгортає зерна завантаження і в міру того, як наростає, змивається водою; повітря проникає в пори завантаження через його поверхню, дренаж і стіни (якщо вони проникні).
Найпродуктивніші біофільтри — це аерофільтри та біофільтри зі збільшеною висотою завантаження (до 4 м) і з рециркуляцією рідини.
Фільтрація води здійснюється через шар крупного зернистого матеріалу, вкритого біологічною плівкою аеробних мікроорганізмів. Забруднюючі речовини стічних вод сорбуються біоплівкою і, під впливом організмів, із яких вона складається, піддаються процесу окиснення. Реакція окиснення відбувається в присутності повітря, що природним або штучним способом подається у споруду.
Для очищення невеликої кількості стічних вод застосовують біофільтри з природною подачею повітря. Крупнозернистий матеріал, на поверхні якого розташовується біоплівка, називають завантаженим. Як фільтрувальний матеріал для біофільтрів використовують щебінь, гальку, керамзит, пластмасові елементи і т. д.

## Принцип дії біофільтра
Принцип дії біофільтра наступний: стічні води надходять в розподільні пристрої, які періодично подають їх на поверхню фільтра; профільтрована через товщу біофільтра вода проходить через отвори в дірчастому дні на суцільне днище і видаляється по лотках з фільтра і далі надходить у вторинні відстійники, в яких затримується біоплівка, відокремлена від чистої води.
Високонавантажувані біофільтри відрізняються від крапельних: матеріалом завантаження фільтра (крупність зерен 40-60 мм); штучною продувкою матеріалу завантаження; збільшенням висоти шару фільтрації завантаження; зменшенням тривалості перерви подачі води на фільтр і більшим обсягом робочої поверхні фільтра; введенням рециркуляції і збільшенням навантаження. Високонавантажувані біофільтри характери-зу¬ється великою продуктивністю.
Схема одноступінчатої роботи біофільтра з рециркуляцією показана на рис. 